# Vincenzo Buonomo
Vincenzo Buonomo (Gaeta, 17 de abril de 1961) é um professor italiano de direito internacional que é reitor da Pontifícia Universidade Lateranense desde 2018. Ele é o primeiro leigo (não sacerdote) a se tornar reitor nos 245 anos de história desta Pontifícia Universidade.
Em 1 de outubro de 2023, torna-se reitor da Pontifícia Universidade Urbaniana